# Henry Adams Thompson
Henry Adams Thompson, född 23 mars 1837 i Stormstown, Pennsylvania, död 8 juli 1920 i Dayton, Ohio, var en amerikansk prohibitionist, professor och vice ordförandekandidat för det politiska partiet Prohibition Party år 1880.
Thompson växte upp i Pennsylvania men tillbringade en stor del av sin karriär i Ohio där han blev medlem i trossamfundet Church of the United Brethren in Christ och undervisade i matematik vid flera av samfundens college. Han var universitetskansler vid Otterbein University från år 1872 till 1886 och han förbättrade skolans finansiella situation under den dåvarande finanskrisen.
Henry Adams Thompsons försökte flera gånger att bli vald till vice ordförande för Prohibition Party men lyckades aldrig.